# Pochvennichestvo
El Póchvennichestvo (de почва, pochva, suelo o 'tierra') fue un movimiento literario, político y cultural ruso del siglo XIX, surgido en la década de los 1860. Rechazaba los ideales europeos como universales y abogaba por una defensa de las tradiciones rusas, siendo considerado a veces un término intermedio entre los eslavófilos y los occidentalizantes, dos tendencias opuestas que florecían en aquellos años y en otras una variedad más de esta «eslavofilia». Se opusieron a la influencia del materialismo y utilitarismo europeos en la sociedad rusa.  Algunas de las figuras que han sido adscritas al movimiento fueron Fiódor Dostoyevski, Nikolái Strájov y Apollón Grigóriev.